# Moinester
USS Moinester (DE/FF-1097) war ein Geleitzerstörer, am 1. Juli 1975 umklassifiert zur Fregatte, der Knox-Klasse. Sie stand von 1974 bis 1994 im Dienst bei der United States Navy. Sie wurde benannt nach Lieutenant Robert W. Moinester (* 15. Juli 1943 in Brooklyn, New York; † 31. Januar 1968 in Huế, Vietnam), der während der Anfangsphase der Schlacht um Huế fiel.

## Geschichte
Die Moinester wurde am 25. August 1972 bei Avondale Shipyards in New Orleans, Louisiana auf Kiel gelegt. Der Stapellauf erfolgte am 12. Mai 1973, nachdem sie von der Witwe des Namenspatrons getauft worden war. Die Indienststellung bei der Navy fand am 2. November 1974 statt.
Das Schiff wurde in der Atlantikflotte eingesetzt, der Heimathafen war Norfolk. Ende der 1980er Jahre wurde sie der Naval Reserve Fleet zugeteilt.
Am 28. Juli 1994 wurde die Fregatte außer Dienst gestellt, sie verblieb noch bis zum 1. November 1995 im Schiffsregister der Navy. Am Tag ihrer Außerdienststellung wurde sie an Ägypten verpachtet, wo sie als Rashid (F-966) in Dienst gestellt wurde. Die endgültige Übernahme durch die ägyptische Marine erfolgte am 25. März 1998.